# Râul Gârbăul Mare
Râul Gârbăul Mare este un curs de apă, unul din cele două brațe care formează râul Gârbău. 

## Hărți
- Harta Județului Brașov
- Harta Munților Postăvaru  Arhivat în 3 august 2008, la Wayback Machine.